# Katie Findlay
Katie Findlay, född 28 augusti 1990 i Ontario, är en kanadensisk skådespelare.
Findlay har bland annat medverkat i TV-serierna The Carrie Diaries (2013–2014), Man Seeking Woman från 2017, How to Get Away with Murder (2014–2015) och Walker: Independence (2022–2023).

## Filmografi (i urval)
- 2013–2014: The Carrie Diaries
- 2014–2015: How to Get Away with Murder
- 2017: Man Seeking Woman
- 2022–2023: Walker: Independence